# 數位類比轉換器

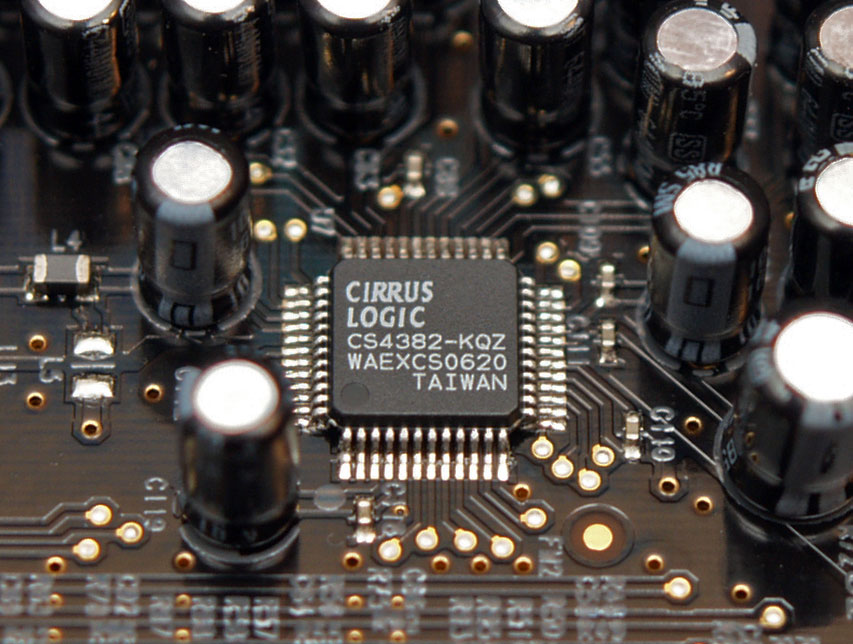
声卡中的8通道模拟数字转换器

数字模拟转换器（英語：Digital to analog converter）是一种将数字信号转换为模拟信号（以电流、电压或电荷的形式）的设备。模拟数字转换器（ADC）则是以相反的方向工作。在很多数字系统中，信号以数字方式存储和传输，而数字模拟转换器可以将这样的信号转换为模拟信号，从而使得它们能够被外界（人或其他非数字系统）识别。
数字模拟转换器的常见用法是在音乐播放器中将数字形式存储的音訊信号输出为模拟的声音。有的电视机的显像也有类似的过程。数字模拟转换器有时会降低原有模拟信号的精度，因此转换细节常常需要筛选，使得误差可以忽略。
由于成本的考虑以及对于模块化电子元件的需求，数字模拟转换器基本上是以集成电路的形式制造。数字模拟转换器有多重架构，它们各自都有各自的优缺点。在特定的应用中，数字模拟转换器的选用是否合适，取决于其一系列参数（包括转换速率以及分辨率）是否合适。

## 概述
数字模拟转换器将抽象的有限精度数据（例如固定小数点的二进制数）转换到具体的物理量（例如电压）。特别的，数字模拟转换器常被用来将有限精度时间序列转换到连续的物理信号。
典型的数字模拟转换器将抽象数转换为具体的脉冲序列，然后利用插值法输出近似连续的量。其他的转换方法（例如基于ΔΣ调变的方法）则产生脉冲密度调制（Pulse-density modulation, PDM）进而产生平滑的连续信号。
按照采样定理，数字模拟转换器能够重建原始信号的条件是，信号带宽满足特定的条件（例如，基频信号的带宽小于奈奎斯特频率）。数字采样会引入量化误差，它表现为混入所需目标信号的噪声。

## 工作方式
数字模拟转换器以均匀时间间隔输出模拟电压值。

传统的实用数字模拟转换器的阶跃输出示意图

其输入值以一定时序输入并锁存在转换器中，然后每完成一次转换，转换器的输出值都迅速从上一个输出值更新为当前锁存数值所对应的模拟信号。这样的效果是，输出电压在一小段时间内保持在恒定值，直到下一个新的输入值转换完成。输出信号类似阶跃函数。这相当于一个零阶保持器（zero-order hold）的功能，并会对还原的模拟信号的频率响应造成影响。
数字模拟转换器输出阶跃函数序列或方波脉冲造成了奈奎斯特频率以上的谐波。在需要的应用场合中，这些成分通常通过低通滤波器消除。

## 应用

一个8位数字模拟转换器的工作原理示意图

### 音訊
大多数现代的音訊訊号都以数字訊号的形式存储在诸如数位音樂播放器和CD中，为了使声音能够从音响设备上输出，数字訊号必须重新转换为類比訊号。因此，數位類比转换器被广泛应用于CD播放器、數位音樂播放器以及个人電腦的声卡等设备中。
专用的独立數位類比转换器也存在于高端的高保真（Hi-Fi）系统中。它们從相容的CD播放器中取得數位訊號输出，传输并转换成模拟訊号，然后提供给放大电路进行放大从而输出声音。
相似的數位類比转换器还在数位音响、USB音响以及声卡中有所应用。
在IP电话中，原訊号必须转换成数字信号以便用于传输，这一步由類比數位轉換器完成。当訊号传输到另一终端时，则透过数字數位類比转换器还原为類比訊号，提供给音訊输出设备。

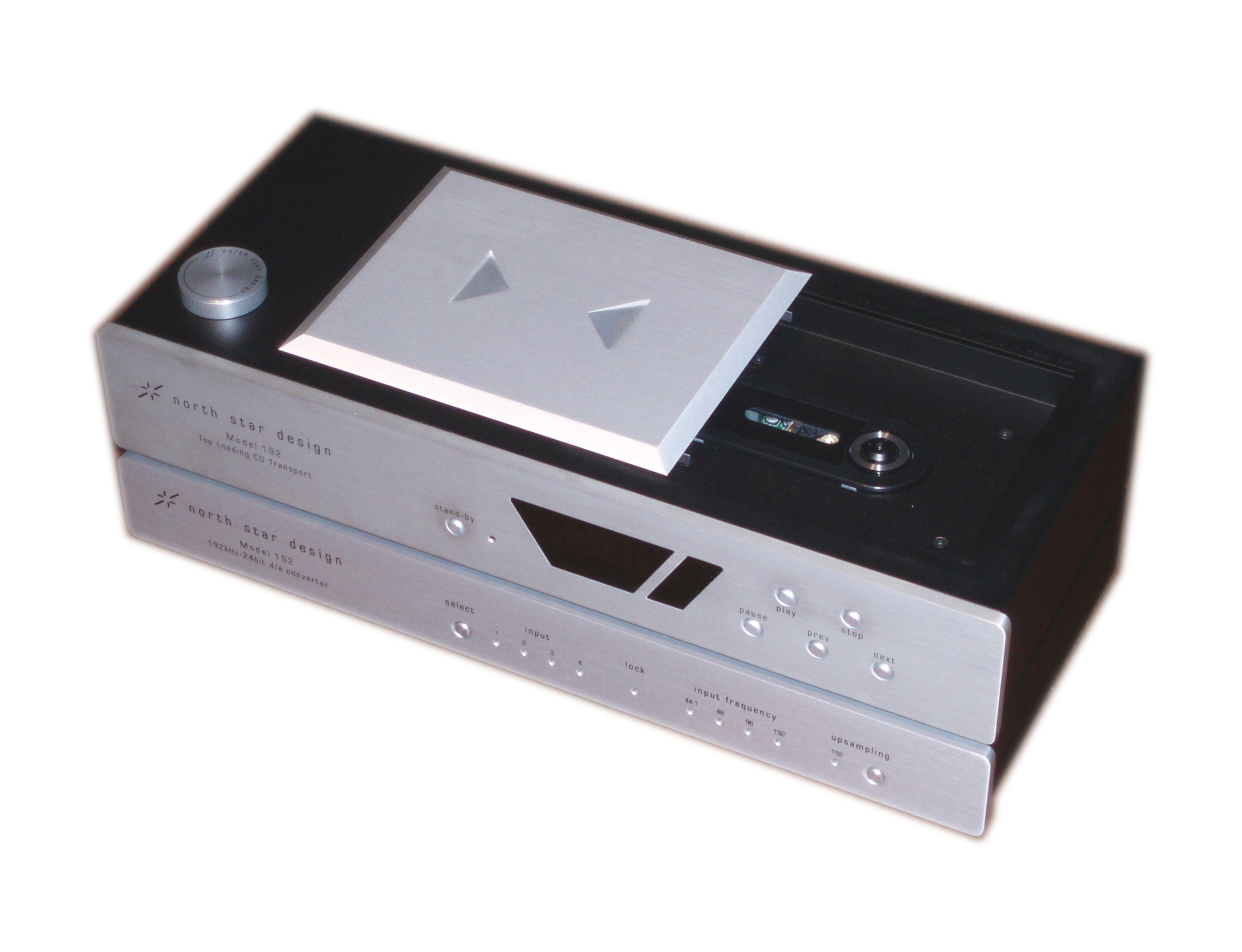
具有数字模拟转换器CD播放器

### 影訊
视频采样则以一种完全不同的规模工作，其原因是阴极射线管的高度非线性响应特性，电视机通过“伽玛曲线”扫描，在全部显示动态区上提供相对均匀的亮度。这样就需要在计算机的视频设备中使用具有高颜色分辨率的随机存取存储数字模拟转换器（Random Access Memory Digital-to-Analog Converter, RAMDAC），为各个信号通道的每一种电平“硬编码”相应的模拟输出值（例如，雅达利ST电脑和世嘉公司的Mega Drive要求具有24个这样的数值，一个24位的视频卡则需要768个）。考虑内在的失真，对于电视机或其他视频投影仪，号称具有1000:1甚至更大的对比度（输出最暗和最亮的比值）并不罕见，这相当于10位的音频精度（尽管音频设备只能接受8位信号）。
源于数字信号源（如计算机）的视频信号，在模拟监视器上显示之前，都必须转换到模拟信号。截至2007年，模拟输入比数字输入更普遍，不过这一情况在具有DVI或HDMI技术的平板显示器普及之后有所变化。然而，视频数字模拟转换器还是在所需要输出模拟信号的数字视频播放器中存在。数字模拟转换器通常与某些存储器一起构成集成电路芯片，并包含了伽玛校正、对比度、亮度设置所需的数据表。这样的集成电路即为随机存取存储数字模拟转换器。

## 数字模拟转换器的类型
电子数字模拟转换器的常见类型如下：
- 脉冲宽度调制是最简单的数字模拟转换器。恒定的电流或电压通过低通模拟滤波器，输出特定脉冲宽度的波形（宽度常常通过数字信号控制）。不同占空比波形的平均值就形成了连续变化的电压值。脉冲宽度调制技术常被用于电动机的速度调控和其他许多类似的应用。[5][6]
- 过采样或插值数字模拟转换器（例如ΔΣ模拟数字转换器），采用了脉冲密度转换技术。过采样技术使得应用低分辨率数字模拟转换器成为现实的选择。因为过采样结果的固有线性，简单的1位数字模拟转换器常被选用。它通过脉冲密度调制信号驱动，配合应用低通滤波器、阶跃非线性（step nonlinearity）和负反馈网络，这项技术被称为ΔΣ调变技术。它产生的结果是有效的高通滤波器作用在量化噪声上，将这个噪声与有用的低频信号中被分离到到兆赫量级的高频信号，这一过程被称作是噪声整形（noise shaping）。然后，通过在输出端设置低通滤波器（有时仅仅使用RC电路就能满足要求），高频的量化噪声被移除，或大幅衰减。大多数高分辨率（大于16位）的数字模拟转换器采用了上述的方式，它们具有高线性和低成本的优势。更高的过采样率可以降低对输出端低通滤波器的参数要求，并提高对量化噪声的抑制效果。通过ΔΣ数字模拟转换器，可以提供每秒超过100,000次采样（例如182千赫兹）和24位的分辨率。与脉冲宽度调制进行对比可以发现，具有一阶积分器电路的1位数字模拟转换器必须以3万亿赫兹的速率运行才能达到24个有效位的分辨率，这在物理上难以实现，并且它的噪声整形回路中要求更高阶的低通滤波器。一个单积分器是一个对信号频率成反比例的低通滤波器，在噪声整形中，这样的积分器为一个一阶ΔΣ调变器。
- 二进制加权（binary-weighted）数字模拟转换器，这种类型的转换器的每一位都具有单独的电子转换模块，然后进行求和。电压或电流求和后输出。这是速度最快的转换方法之一，但是它不得不牺牲一定的精确度，因为这必须要求每一位的电压或电流的精确度都很高。即使能够满足上述要求，这样的设备也很昂贵，因此这类转换器的分辨率通常限制在8位。
- R-2R梯形（R-2R ladder）数字模拟转换器是一种阻值为R和2R的电阻反复级联结构的二进制加权数字模拟转换器。这样能够改善转换的精确度。然而，转换过程所需的时间相对更长，这是因为每一个R-2R结构连接的更大的RC时间常数。[7]
- 逐次逼近（Successive-Approximation）或循环数字模拟转换器[8]
- 元编码（Unary coding）数字模拟转换器
- 混合数字模拟转换器

## 数字模拟转换器的性能参数
系统中数字模拟转换器对于整体工作性能十分重要。以下是其主要工作性能指标：
- 分辨率（Resolution）：是设计的转换输出可能值的个数。这也可以通过转换器使用的位数来表达（等于以2为底数，所有可能输出值个数的对数）。例如，一个1位的数字模拟转换器只能产生2种（21）输出电平值，而8位的数字模拟转换器则可以产生256种（28）输出电平值。数字模拟转换器的分辨率与其达到的有效位（effective number of bits）有关。分辨率直接决定了视频设备的色彩深度和音频设备的音频位深度（audio bit depth）。
- 最大采样率：数字模拟转换器能够正常工作并产生正确输出的最大工作速率。采样定理定义了采样率和被采样信号带宽的关系。
- 单调性：转换器的模拟输出值只与数字输入值具有相同方向的变化，例如，当输入信号增加，其输出值在生产正确的输出信号之前绝不会下降。这一性质对于转换器工作在低频信号源或作为数字可编程元件时关键。
- 总谐波失真：这个参数描述了数字模拟转换器信号失真和噪声情况。它由所需信号中的谐波失真、噪声功率占总功率的百分比值来表示。它在动态和小信号数字模拟转换应用中是个重要参数。
- 动态范围：描述了数字模拟转换器能够输出的最大和最小信号差值，以分贝表示。这个参数还和分辨率和底噪声（Noise floor）有关。

其他参数还包括相位失真（phase distortion）和抖动，这些参数在某些应用中也十分关键，例如无线数据传输、复合视频技术等。

## 延伸阅读
- Kester, Walt, ,   [2012-03-02], ISBN 0-7506-7841-0, （原始内容存档于2016-10-07）
- S. Norsworthy, Richard Schreier, Gabor C. Temes, Delta-Sigma Data Converters. ISBN 0-7803-1045-4.
- Mingliang Liu, Demystifying Switched-Capacitor Circuits. ISBN 0-7506-7907-7.
- Behzad Razavi, Principles of Data Conversion System Design. ISBN 0-7803-1093-4.
- Phillip E. Allen, Douglas R. Holberg, CMOS Analog Circuit Design. ISBN 0-19-511644-5.
- Robert F. Coughlin, Frederick F. Driscoll, Operational Amplifiers and Linear Integrated Circuits. ISBN 0-13-014991-8.
- A Anand Kumar, Fundamentals of Digital Circuits.  ISBN 8120317459, 9788120317451.